# Staromodnaja komedija
Staromodnaja komedija (Старомодная комедия) è un film del 1978 diretto da Ėra Savel'eva e Tat'jana Borisovna Berezanceva.

## Trama
L'azione si svolge nei Paesi Baltici in un sanatorio. Il film racconta la relazione tra il medico capo e un ex artista circense.